# Visolaje
Visolaje (in ungherese Viszolaj) è un comune della Slovacchia facente parte del distretto di Púchov, nella regione di Trenčín.